# 루카 토니
루카 토니(이탈리아어: Luca Toni, 1977년 5월 26일 ~ )는 이탈리아의 은퇴한 축구 선수로, 포지션은 스트라이커이다.

## 클럽 경력

### 초창기
토니는 모데나에서 프로 생활을 시작하였다. 이후 세리에 B와 세리에 C1의 여러 팀들에서 뛰었다. 1999년 세리에 B의 트레비소에서 한 시즌을 보낸 후, 당시 세리에 A의 팀이었던 비첸차 칼초로 이적하였다. 그는 2001년 브레시아 칼초로 이적하여 로베르토 바조와 같은 팀에서 두 시즌 동안 뛰었다.

### US 팔레르모
2003년 토니는 세리에 B의 팔레르모로 이적하였다. 그는 30골을 득점하며, 팔레르모가 30년 만에 세리에 A로 승격하는 데 기여하였다. 이 때의 활약을 바탕으로 2004년 8월 18일에는 국가대표팀으로 뽑히기도 하였다. 그는 그 다음 시즌에도 20골을 득점하며, 팔레르모가 팀 역사상 첫 UEFA 컵 진출권을 획득하는 데 크게 기여하였다.

### ACF 피오렌티나
2005년 7월 토니는 1000만 유로의 이적료로 피오렌티나로 이적하였다. 토니는 2005-06 시즌에 팀을 리그 4위로 이끌어 UEFA 챔피언스리그 출전권을 획득했다. 하지만 세리에 A 승부 조작 사건으로 피오렌티나는 승점 15점을 감점당하고, UEFA 챔피언스리그 출전권을 박탈당했다.
그는 2005-06 시즌에 31골을 득점하며 세리에 A의 득점왕인 카포칸노니에리(Capocannonieri)를 차지하였다. 그는 1958-59 시즌 이후 세리에 A에서의 첫 30골 이상 득점을 기록한 선수가 되었고, 클라스얀 휜텔라르 등을 제치고 유러피언 골든슈를 차지하였다. 또한 이 기록은 피오렌티나 클럽 역사상 한 시즌 최다 리그 득점 기록이기도 하다.
그는 2006-07 시즌에 16골을 득점하였으며, 팀이 UEFA 컵 진출권을 획득했다. 하지만 그는 이 시즌에 중족골 부상으로 시련을 겪었다.

### 바이에른 뮌헨
2007년 5월 30일, 바이에른 뮌헨의 카를하인츠 루메니게는 피오렌티나에 1100만 유로의 이적료를 지급하고, 토니와 4년 계약을 맺었다고 발표하였다. 그리고 6월 7일, 프랑스의 프랑크 리베리와 함께 입단식을 가졌다.
2007-08 시즌 UEFA컵 헤타페와의 8강전 2차전에서, 그는 연장 후반 막판에 두골을 넣으며 3-3 무승부를 이끌었다. 바이에른 뮌헨은 원정경기 다득점 원칙 덕분에 극적으로 4강에 진출하였다. 비록 4강전에서 제니트에 패배하였지만, 그는 파벨 포그레브냐크와 함께 10골로 UEFA컵 최다 득점자가 되었다.
그는 도르트문트와의 DFB-포칼 결승전에서도 연장전에 결승골을 넣었고, 총 두 골을 득점하며 팀의 2-1 승리를 이끌었다. 또한, 이 시즌에 그는 리그 경기에서 24골을 넣어 독일 분데스리가의 득점왕을 차지하였다. 2007-08 시즌의 모든 대회를 통틀어 토니는 46경기 출전, 총 39골 12도움을 기록하였다.
2008-09 시즌 그는 부상으로 고통을 겪었지만, 25경기에서 14골을 넣으며 팀의 최다 득점자가 되었다. 그러나 2009-10 시즌 그는 미로슬라프 클로제와 이비차 올리치에 밀려 주전으로 나오지 못하였고, 시즌 중반에는 2군으로 밀려나기도 하였다. 결국 2010년 6월 16일 바이에른 뮌헨은 토니가 팀을 떠날 것이라고 발표하였다.

### AS 로마
2009년 12월 31일 토니는 AS 로마로 6개월 임대 이적하였다. 이적 이후 클라우디오 라니에리 체제 아래 그는 타겟형 공격수로서 로마가 기존에 부족하였던 제공력 및 포스트 플레이 더해줄뿐만 아니라 준수한 골결정력으로 로마의 상승세를 이끌었고, 15경기에서 5골을 넣으며 인상적인 시즌을 보냈다.

### 제노아
2010년 8월 그는 제노아로 자유이적하였다.

### 유벤투스
2011년 1월 높은 주급 때문에 루카 토니를 처분하려던 제노아는 주전 공격수들의 부상과 부진으로 고민하던 유벤투스로 이적료 없이 이적시켰다. 유벤투스에서의 짧은 기간 동안 리그와 컵대회를 포함하여 15경기에서 2골을 기록하였다.

### 알나스르
2012년 1월 30일 유벤투스는 토니의 알나스르 행을 공식 발표하였다. 그러나 여기에서 반시즌 동안 7경기를 출전하며 3골을 넣었다.

### 다시 피오렌티나로
짧은 중동 생활을 마친 그는 2012년 9월 1일, 5년 만에 다시 피오렌티나로 돌아왔다. 한 시즌 동안 활약하며 27경기에서 8골을 득점하였다.

### 헬라스베로나
2013년 토니는 세리에 A 승격팀 베로나로 이적하였다. 2013-14 시즌 다시금 불꽃을 태운 그는, 37세의 나이에 20골을 득점하는 저력을 과시한다. 이는 치로 임모빌레에 이어 두번째로 높은 득점기록 이었으며, 그의 활약에 힘입어 베로나는 세리에 A에 잔류하게 된다. 2014-15 시즌 그는 12월 14일 우디네세와의 경기에서 커리어 통산 300골을 득점하였다. 또한 그는 이 시즌 38세의 나이에 22골을 득점하며 개인통산 두번째 세리에 A득점왕이자 세리에 A 역대 최고령 득점왕 자리에 자신의 이름을 새기게 되었다.

### 은퇴 선언
2016년 5월 9일 그는 유벤투스전을 마지막으로 은퇴경기를 치렸다.그날 토니는 페널티킥으로 득점을 성공했고 2대1로 승리를 거두었다.

## 국가대표팀 경력
토니는 2004년 8월 18일에 열린 아이슬란드와의 친선경기에서 교체 출전하며 이탈리아 축구 국가대표팀에서의 데뷔전을 치렀다. 같은 해 9월 4일 노르웨이와의 2006년 FIFA 월드컵 유럽 지역 예선 경기에서 국가대표팀에서의 첫 골을 기록하였다.
그는 11월 17일에 펼쳐진 핀란드와의 친선 경기에서 첫 선발 출장하였고, 2005년 6월 11일에 펼쳐진 에콰도르와의 친선경기에서 파비오 칸나바로를 대신하여 처음으로 주장 완장을 찼다. 같은 해 9월 7일, 벨라루스와의 월드컵 예선 경기에서 A매치에서의 첫 해트트릭을 기록하였다.
그는 2006년 FIFA 월드컵에 이탈리아 대표팀의 일원으로 출전하였고, 2006년 6월 30일에 열린 우크라이나와의 경기에서 두 골을 득점하였다.
UEFA 유로 2008 예선전에서, 그는 우크라이나, 스코틀랜드, 페로 제도와의 경기에서 득점하였고, 그루지야와의 경기에서는 파비오 그로소의 골을 어시스트하였다.
그는 UEFA 유로 2008에 이탈리아 대표팀의 일원으로 출전하였고, 프랑스와의 경기에서는 페널티킥을 얻어냈고, 그 페널티킥은 안드레아 피를로가 득점했다. 하지만 UEFA 유로 2008에서 득점을 기록하지는 못하였다.
2010년 FIFA 월드컵 유럽 지역 예선에서 그는 마르첼로 리피 감독의 부름을 받았고, 그리스와의 친선경기에서 1-1 무승부를 기록하는 골을 넣기도 하였다. 하지만 그는 AS 로마에서의 상승세에도 불구하고 2010년 FIFA 월드컵 최종 명단에 포함되지 못하였다.

## 수상

#### US 팔레르모
- 2003-04 세리에 B

#### FC 바이에른 뮌헨
- 분데스리가 : 2007–08, 2009–10
- DFB 포칼 : 2007–08, 2009–10
- DFB 리가포칼 : 2007

#### 이탈리아
- 2006년 FIFA 월드컵

### 개인
- 세리에 A 득점왕 : 2005–06, 2014–15
- 세리에 B 득점왕 : 2003-04
- 팔로네 다르장 : 2005-06
- AIC 최다 득점자 : 2006
- 구에린도르 : 2005-06
- 유로피언 골든슈 : 2005-06
- FIFA 월드컵 올스타팀 : 2006
- 키커 분데스리가 시즌의 팀 : 2007-08
- 분데스리가 득점왕 : 2007-08
- UEFA컵 득점왕 : 2007-08
- 세리에 A 올해의 팀 : 2014-15
- 가에타노 시레아 경력모범상 : 2015
- 피오렌티나 명예의 전당 : 2016
- 발롱도르 후보 : 2006, 2007, 2008

## 훈장
- 2006년 이탈리아 공화국 공로 훈장 4등급
- 2006년 이탈리아 올림픽 위원회 공로장